# Truncatella barbadensis
Truncatelle de la Barbade
Espèce
Truncatella barbadensis, la Truncatelle de la Barbade, est une espèce de gastéropodes terrestres de la famille des Truncatellidae, présent sur les littoraux de quelques îles des Petites Antilles.

## Description
Truncatella barbadensis relève du sous-genre Tomnitinella. A ce titre, elle présente une lèvre externe réfléchie précédée d’une varice développée, et une protoconque ornée de fines rides axiales régulièrement espacées.
La coquille est allongée subovale de 4,3 à un peu plus de 6 mm de longueur,, de 3,8 à 4,5 tours, à lèvre externe fine, blanche, modérément réfléchie doublée d'un varice bien développée fusionnant dans une crête basale forte. La coquille est ornée de cordons axiaux au nombre de de 24 à 40 sur le dernier tour de coquille, pouvant être fortement développés où seulement présents sur le tiers supérieur des tours, arrondis en section transverse, concaves en direction de l’ouverture, avec la base des cordons plus proche de l’ouverture que leur partie supérieure. La surface de la coquille porte une microsculpture spirale interrompue de ridelettes longitudinales peu marquées. La protoconque porte 75 à 85 côtes modérément développées. L’opercule est couvert d'un fort dépôt calcaire sur sa surface extérieure.
Les spécimens des populations de Guadeloupe et d’Antigua sont de plus petite taille que ceux des de la Barbade.
L’animal est blanc jaunâtre pâle.

## Habitat
Truncatella barbadensis la plus terrestre des truncatelles des Petites Antilles, n’étant pas inféodée à l’estran. C’est une espèce détritivore qui vit dans l’humus de la forêt littorale, jusqu’à une altitude de 30 m à la Barbade, et tolère les environnements exposés aux embruns.
Elle est trouvée dans la litière et sous les pierres de la forêt ou du maquis de bord de mer jusqu’à une altitude de 70 m en Guadeloupe. Mazé l’observe sur les îlets de la rade de Pointe-à-Pitre et à petite distance de la plage en Guadeloupe, en sommet de morne, dans les anfractuosités d’un mur à une altitude de 130 mm aux Saintes et dans de vieux murs en ruines, à petite distance du rivage à Saint-Martin. L’espèce est localement abondante,.
La terrestrialité de cette espèce aurait été acquise au cours du dernier million d’années, ce qui en fait, des différents gastéropodes ayant conquis le milieu terrestre, le taxon devenu le plus récemment terrestre.

## Distribution
L’espèce est connue de quelques îles des Petites Antilles :
- la Barbade[3] ;
- Antigua[4] ;
- Guadeloupe[5] ;
- Saint-Martin[9].

## Étymologie
Son épithète spécifique, composée de barbad- et du suffixe latin -ensis, « qui vit dans, qui habite », fait référence à l'île de la Barbade, qui est la localité-type de l'espèce.